# Tiamat
Tiamat je babylónská bohyně, zosobňující prvotní slané vody, která byla se svým druhem Apsúem, prvotními sladkými vodami, první existující bytostí. Její jméno vychází ze slova tiamtum „moře“.
Podle stvořitelského mýtu Enúma eliš neexistovalo na počátku nebe ani země, ale pouze slaný oceán Tiamat a sladký oceán Apsú, jejichž vody se spolu mísily. Ze spojení těchto dvou se počali rodit bohové: Anu, Ea a nejmenovaná další božstva. Činnost nově zrozených bohů však počala rušit Apsúa a ten se tak rozhodl je vyhubit, což mu Tiamat rozmlouvala. Následně Ea Apsúa zabil a Tiamat se rozhodla smrt svého druha pomstít a stvořila jedenáct příšer, a jejich vůdcem udělala svého syna a milence Kingua, kterému také svěřila tabulky osudu. Tiamat a její monstra se pokoušeli porazit různí bohové, ale neuspěli, až se nakonec proti nim postavil Marduk, který si vymínil, že v případě svého vítězství bude uznán vládcem bohům. Poté, co Marduk porazil příšery, přemohl i Tiamat, které roztříštil svým kyjem lebku. Z horní části jejího těla pak vytvořil Nebesa, z dolní části, na které při souboji stál, pak Zemi; z Tiamatiných ňader vznikly hory, z jejích očí vytekl Eufrat a Tigris, a z jejích slin se stala oblaka.
Tiamatina monstra byla někdy vzývána v různých zaklínadlech a jejich figurky byly užívány při ochranné magii v Novoasyrské říši. Zahrnují následující stvoření.
- tři typy rohatých hadů zvaných mušmahhu, ušumgallu a bašmu
- mušhuššu, hada-draka
- lahamu, snad totožného s bohem jménem Lahmu
- ugallu, velkou hromovou šelmu či lvího démona
- uridimmu, zuřícího lva či člověko-lva
- girtablullú, štířího muže
- umu dabrutu, divoké bouře
- kulullú, rybího muže
- kusarikku, zubřího či býčího muže